# Chymomyza
Chymomyza är ett släkte av tvåvingar som ingår i familjen daggflugor. Chymomyza beskrevs av Czerny år 1903.

## Dottertaxa tillChymomyza, i alfabetisk ordning[1][2]
- Chymomyza albitarsis
- Chymomyza aldrichii
- Chymomyza amoena
- Chymomyza atrimana
- Chymomyza avikam
- Chymomyza bambara
- Chymomyza bicolor
- Chymomyza bicoloripes
- Chymomyza brevis
- Chymomyza caudatula
- Chymomyza cinctifrons
- Chymomyza clavata
- Chymomyza costata
- Chymomyza coxata
- Chymomyza demae
- Chymomyza diatropa
- Chymomyza distincta
- Chymomyza eungellae
- Chymomyza exophthalma
- Chymomyza femorata
- Chymomyza fenestrata
- Chymomyza flabellata
- Chymomyza flagellata
- Chymomyza formosana
- Chymomyza fuscimana
- Chymomyza guyanensis
- Chymomyza jamaicensis
- Chymomyza japonica
- Chymomyza laevilimbata
- Chymomyza lahu
- Chymomyza longicauda
- Chymomyza mafu
- Chymomyza mesopecta
- Chymomyza mexicana
- Chymomyza microdiopsis
- Chymomyza mycopelates
- Chymomyza nigrimana
- Chymomyza nigripes
- Chymomyza novobscura
- Chymomyza obscura
- Chymomyza obscuroides
- Chymomyza olympia
- Chymomyza pararufithorax
- Chymomyza pectinifemur
- Chymomyza poena
- Chymomyza procnemis
- Chymomyza procnemoides
- Chymomyza procnemolita
- Chymomyza rufa
- Chymomyza rufithorax
- Chymomyza scutellata
- Chymomyza subobscura
- Chymomyza tetonensis
- Chymomyza wirthi
- Chymomyza yvettae

## Bildgalleri

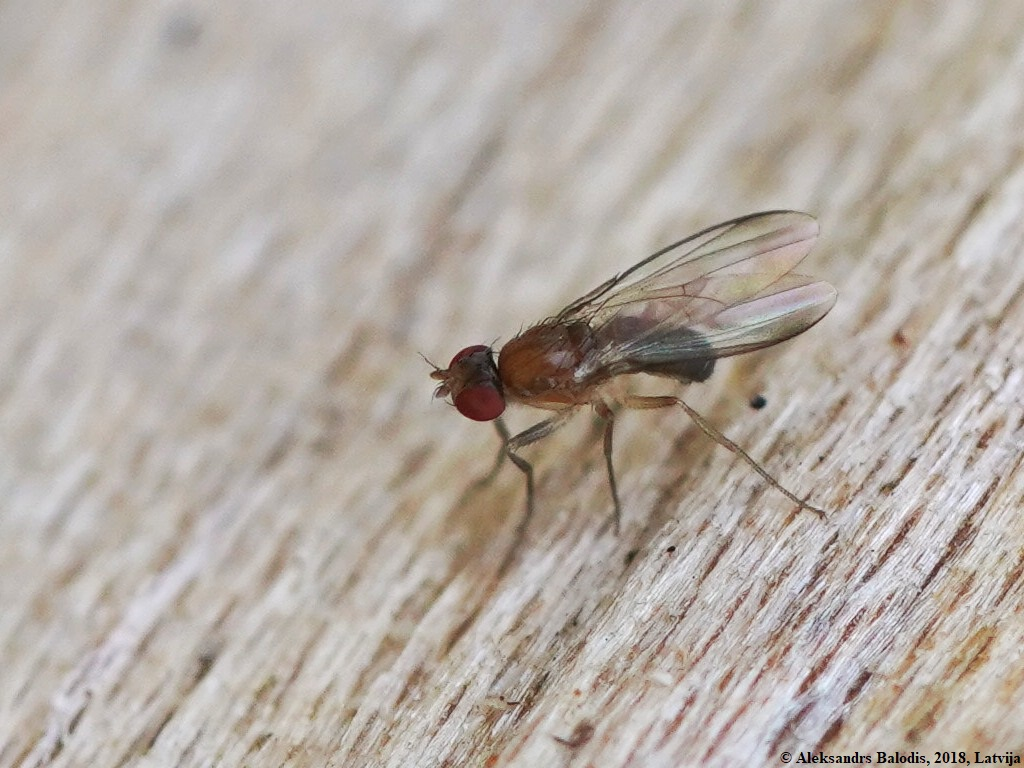
Chymomyza fuscimana
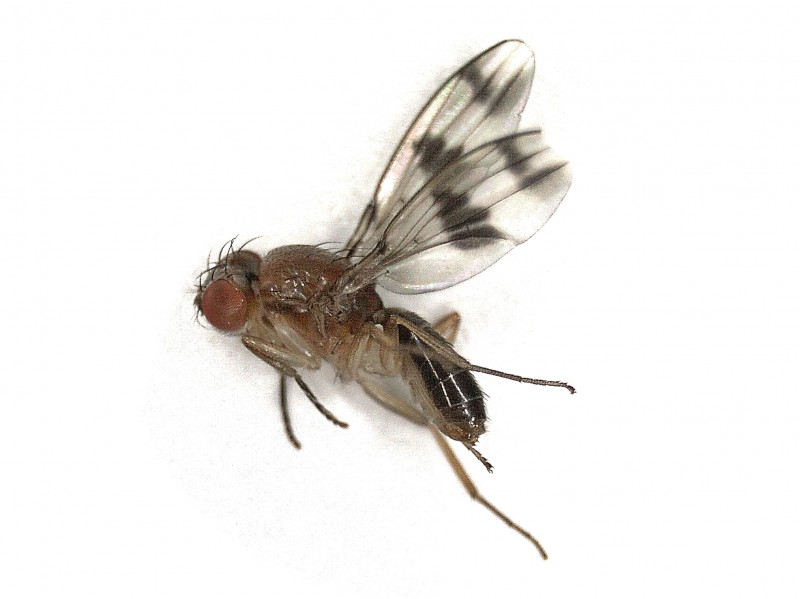
Chymomyza amoena
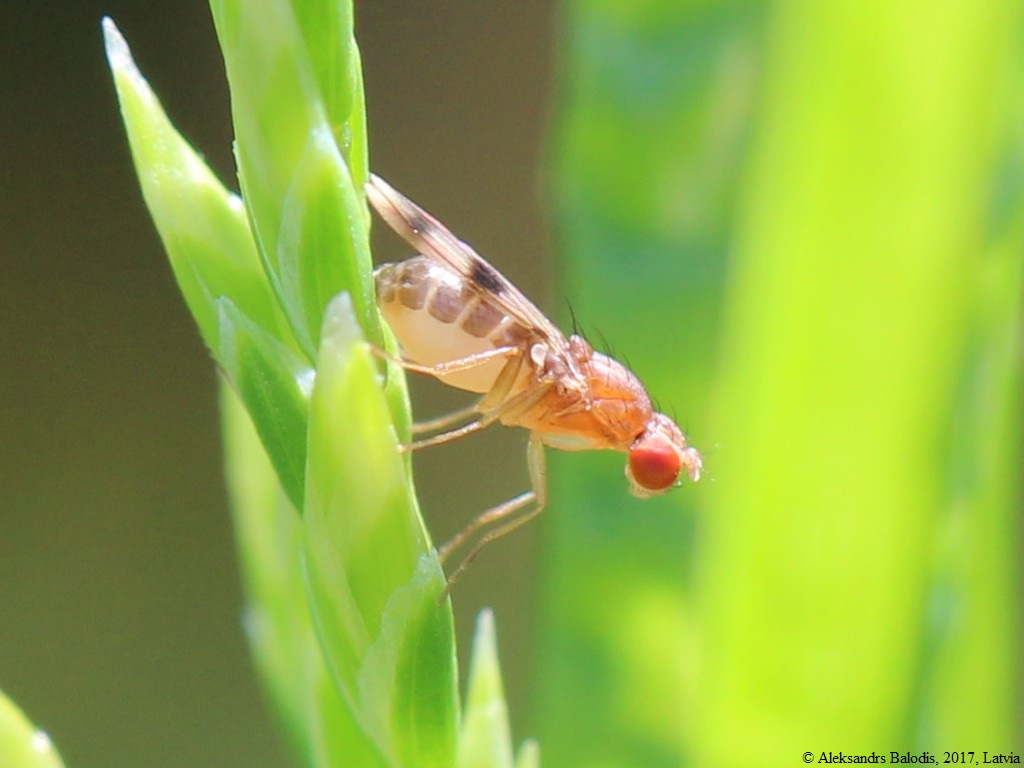
Chymomyza amoena
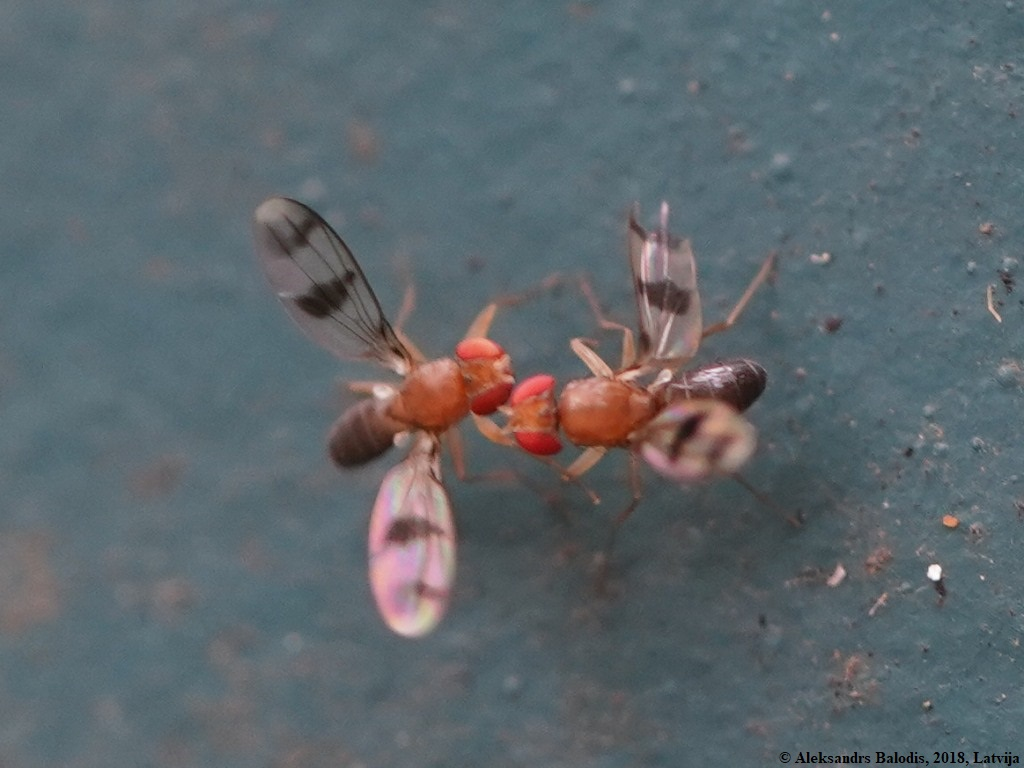
Chymomyza amoena